# A Gumball csodálatos világa epizódjainak listája
Ez a lap a Gumball csodálatos világa című sorozat epizódjait listázza.

## Évados áttekintés
| Évad | Évad | Epizódok | Eredeti sugárzás    | Eredeti sugárzás   | Magyar sugárzás      | Magyar sugárzás      |
| Évad | Évad | Epizódok | Évadpremier         | Évadfinálé         | Évadpremier          | Évadfinálé           |
| ---- | ---- | -------- | ------------------- | ------------------ | -------------------- | -------------------- |
|      | 1    | 36       | 2011. május 3.      | 2012. március 13.  | 2011. november 8.    | 2012. március 20.    |
|      | 2    | 40       | 2012. augusztus 7.  | 2013. december 3.  | 2012. december 18.   | 2013. december 3.    |
|      | 3    | 40       | 2014. június 5.     | 2015. augusztus 6. | 2014. szeptember 8.  | 2015. május 5.       |
|      | 4    | 40       | 2015. július 7.     | 2016. október 27.  | 2015. október 19.    | 2019. március 23.    |
|      | 5    | 40       | 2016. szeptember 1. | 2017. november 10. | 2017. április 17.    | 2018. január 19.     |
|      | 6    | 44       | 2018. január 5.     | 2019. június 24.   | 2018. szeptember 10. | 2019. szeptember 27. |

## 1. évad
| #   | #   | Eredeti cím     | Magyar cím              | Író                                                                 | Eredeti bemutató                                 | Magyar bemutató    | Kód   | Nézettség (millió fő) |
| --- | --- | --------------- | ----------------------- | ------------------------------------------------------------------- | ------------------------------------------------ | ------------------ | ----- | --------------------- |
| 1.  | 1.  | The DVD         | Kölcsön lemez visszajár | Ben Bocquelet, Jon Foster, James Lamont                             | 2011. május 3. (USA), 2011. szeptember 5. (UK)   | 2012. március 20.  | GB136 | 2,12                  |
| 2.  | 2.  | The Responsible | Felelősség              | Ben Bocquelet, Andrew Brenner, Jon Foster, Mic Graves, James Lamont | 2011. május 9.                                   | 2011. november 22. | GB106 | 1,39                  |
| 3.  | 3.  | The Third       | A harmadik              | Ben Bocquelet, Jon Foster, James Lamont, Sam Ward                   | 2011. május 16.                                  | 2011. november 8.  | GB107 | 1,96                  |
| 4.  | 4.  | The Debt        | Hálának hálájával       | Ben Bocquelet, Jon Foster, James Lamont                             | 2011. május 16.                                  | 2011. november 8.  | GB109 | 1,96                  |
| 5.  | 5.  | The End         | Itt a vég!              | Ben Bocquelet, Jon Foster, James Lamont                             | 2011. május 23. (USA), 2011. szeptember 19. (UK) | 2012. március 20.  | GB103 | N/A                   |
| 6.  | 6.  | The Dress       | A ruha teszi            | Ben Bocquelet, Mic Graves, David Cadji Newby                        | 2011. május 23. (USA), 2011. szeptember 19. (UK) | 2011. november 22. | GB105 | N/A                   |
| 7.  | 7.  | The Quest       | Lovagmunka              | Ben Bocquelet, Jon Foster, James Lamont                             | 2011. május 30.                                  | 2012. február 28.  | GB101 | N/A                   |
| 8.  | 8.  | The Spoon       | Átverés                 | Ben Bocquelet, Jon Foster, James Lamont, Mic Graves                 | 2011. május 30.                                  | 2012. február 28.  | GB102 | N/A                   |
| 9.  | 9.  | The Pressure    | Kényszer                | Ben Bocquelet, Jon Foster, James Lamont, Sam Ward                   | 2011. június 6.                                  | 2011. november 15. | GB104 | N/A                   |
| 10. | 10. | The Painting    | Képben vagyunk          | Ben Bocquelet, Jon Foster, James Lamont                             | 2011. június 13.                                 | 2011. november 15. | GB108 | N/A                   |
| 11. | 11. | The Laziest     | A leglustább            | Ben Bocquelet, Jon Foster, James Lamont, Mic Graves                 | 2011. június 20.                                 | 2011. november 29. | GB110 | N/A                   |
| 12. | 12. | The Ghost       | A szellem               | Ben Bocquelet, Jon Foster, James Lamont, Mic Graves                 | 2011. június 27.                                 | 2011. november 29. | GB112 | N/A                   |
| 13. | 13. | The Mystery     | A rejtély               | Ben Bocquelet, Jon Foster, James Lamont, Mic Graves                 | 2011. július 11. (USA), 2011. május 2. (UK)      | 2011. december 6.  | GB115 | N/A                   |
| 14. | 14. | The Prank       | Tréfadolog              | Ben Bocquelet, Jon Foster, James Lamont                             | 2011. július 18.                                 | 2011. december 6.  | GB114 | N/A                   |
| 15. | 15. | The Gi          | Karateláz               | Ben Bocquelet, Jon Foster, James Lamont                             | 2011. július 25. (USA), 2011. október 17. (UK)   | 2011. december 13. | GB116 | N/A                   |
| 16. | 16. | The Kiss        | Csókterápia             | Ben Bocquelet, Mic Graves                                           | 2011. augusztus 1.                               | 2011. december 13. | GB125 | N/A                   |
| 17. | 17. | The Party       | Micsoda buli!           | Ben Bocquelet, Mic Graves                                           | 2011. augusztus 8.                               | 2011. december 20. | GB127 | N/A                   |
| 18. | 18. | The Refund      | Nincs vissza pénz       | Ben Bocquelet, Jon Foster, James Lamont                             | 2011. augusztus 15.                              | 2011. december 20. | GB111 | N/A                   |
| 19. | 19. | The Robot       | A Robot                 | Ben Bocquelet, Jon Foster, James Lamont                             | 2011. augusztus 22.                              | 2011. december 27. | GB126 | N/A                   |
| 20. | 20. | The Picnic      | Piknik-pánik            | Ben Bocquelet, James Lamont, Mic Graves                             | 2011. augusztus 29.                              | 2011. december 27. | GB123 | N/A                   |
| 21. | 21. | The Goons       | Bolond ügy              | Ben Bocquelet, Jon Foster, James Lamont, Mic Graves                 | 2011. szeptember 5.                              | 2012. január 3.    | GB117 | N/A                   |
| 22. | 22. | The Secret      | A Titok                 | Ben Bocquelet, Jon Foster, James Lamont                             | 2011. szeptember 26.                             | 2012. január 3.    | GB119 | N/A                   |
| 23. | 23. | The Sock        | Őszinte szó             | Ben Bocquelet, Jon Foster, James Lamont, Sam Ward                   | 2011. október 3.                                 | 2012. január 10.   | GB128 | N/A                   |
| 24. | 24. | The Genius      | A Lángelme              | Ben Bocquelet, Jon Foster, James Lamont, Mic Graves                 | 2011. október 10.                                | 2012. január 10.   | GB122 | N/A                   |
| 25. | 25. | The Poltergeist | Kis sértett-járás       | Ben Bocquelet, Jon Foster, James Lamont, Mic Graves, Sam Ward       | 2011. október 17. (USA), 2012. február 10. (UK)  | 2012. február 21.  | GB118 | N/A                   |
| 26. | 26. | The Mustache    | Bajusz-baj              | Ben Bocquelet, Mic Graves                                           | 2011. november 21. (USA), 2012. február 8. (UK)  | 2012. február 7.   | GB132 | N/A                   |
| 27. | 27. | The Date        | Hálótárs                | Ben Bocquelet, Jon Foster, James Lamont                             | 2011. november 28.                               | 2012. február 7.   | GB131 | N/A                   |
| 28. | 28. | The Club        | Klubháború              | Ben Bocquelet, Jon Foster, James Lamont, Mic Graves                 | 2011. december 5. (USA), 2012. február 9. (UK)   | 2012. február 14.  | GB121 | N/A                   |
| 29. | 29. | The Wand        | Varázsütésre            | Ben Bocquelet, Jon Foster, James Lamont, Mic Graves                 | 2012. január 24.                                 | 2012. február 14.  | GB113 | N/A                   |
| 30. | 30. | The Ape         | Majmolás                | Ben Bocquelet, Jon Foster, James Lamont, & Mic Graves               | 2012. január 31. (USA), 2012. február 10. (UK)   | 2012. február 21.  | GB133 | N/A                   |
| 31. | 31. | The Car         | Totálkár                | Ben Bocquelet, Jon Foster, James Lamont, Mic Graves                 | 2012. február 7. (USA), 2012. április 1. (UK)    | 2012. március 1.   | GB124 | N/A                   |
| 32. | 32. | The Curse       | Elátkozva               | Ben Bocquelet, Jon Foster, James Lamont, Mic Graves                 | 2012. február 14. (USA), 2012. április 1. (UK)   | 2012. március 1.   | GB129 | N/A                   |
| 33. | 33. | The Microwave   | Makrohullám             | Ben Bocquelet, Jon Foster, James Lamont                             | 2012. február 21. (USA), 2012. február 14. (UK)  | 2012. március 6.   | GB129 | N/A                   |
| 34. | 34. | The Meddler     | Minden lében Anyu       | Ben Bocquelet, Jon Foster, James Lamont                             | 2012. február 28. (USA), 2012. február 16. (UK)  | 2012. március 6.   | GB134 | N/A                   |
| 35. | 35. | The Fight       | A bunyó                 | Ben Bocquelet, Jon Foster, James Lamont, Mic Graves                 | 2012. március 13. (USA), 2012. március 7. (UK)   | 2012. március 13.  | GB110 | N/A                   |
| 36. | 36. | The Helmet      | A sisak                 | Ben Bocquelet, Jon Foster, James Lamont, Tommy Panays               | 2012. március 6.                                 | 2012. március 13.  | 117A  | N/A                   |

## 2. évad
| #   | #   | Eredeti cím   | Magyar cím      | Író                                                                             | Eredeti bemutató                                     | Magyar bemutató      | Kód   | Nézettség (millió fő) |
| --- | --- | ------------- | --------------- | ------------------------------------------------------------------------------- | ---------------------------------------------------- | -------------------- | ----- | --------------------- |
| 37. | 1.  | The Remote    | A távirányító   | Ben Bocquelet, Jon Foster, James Lamont, Mic Graves                             | 2012. augusztus 7. (USA), 2012. szeptember 24. (UK)  | 2013. január 1.      | GB202 | 1,805                 |
| 38. | 2.  | The Colossus  | A kolosszus     | Ben Bocquelet, Jon Foster, James Lamont, Mic Graves                             | 2012. augusztus 14. (USA), 2012. szeptember 17. (UK) | 2012. december 25.   | GB208 | 1,591                 |
| 39. | 3.  | The Knights   | A lovagok       | Ben Bocquelet, Jon Foster, James Lamont, Mic Graves                             | 2012. augusztus 21. (USA), 2012. szeptember 17. (UK) | 2012. december 18.   | GB201 | N/A                   |
| 40. | 4.  | The Fridge    | A hűtő          | Ben Bocquelet, Jon Foster, James Lamont, Mic Graves                             | 2012. szeptember 4.                                  | 2013. január 8.      | GB203 | 2,001                 |
| 41. | 5.  | The Flower    | A virág         | Ben Bocquelet, Jon Foster, James Lamont, Mic Graves                             | 2012. szeptember 11.                                 | 2013. január 22.     | GB207 | 1,992                 |
| 42. | 6.  | The Banana    | A banán         | Ben Bocquelet, Jon Foster, James Lamont                                         | 2012. szeptember 11.                                 | 2013. január 15.     | GB209 | 1,992                 |
| 43. | 7.  | The Phone     | Bunkofon        | Ben Bocquelet, Chris Garbutt, Mic Graves                                        | 2012. szeptember 18. (USA), 2012. október 14. (UK)   | 2013. január 29.     | GB204 | 1,827                 |
| 44. | 8.  | The Job       | A munka         | Ben Bocquelet, Jon Foster, James Lamont, Mic Graves                             | 2012. szeptember 18. (USA), 2012. október 14. (UK)   | 2013. február 5.     | GB206 | 1,827                 |
| 45. | 9.  | Halloween     | Halloween       | Ben Bocquelet, Jon Foster, James Lamont                                         | 2012. október 23.                                    | 2013. február 12.    | GB205 | 1,705                 |
| 46. | 10. | The Treasure  | A kincs         | Ben Bocquelet, Jon Foster, James Lamont, Mic Graves                             | 2012. október 25.                                    | 2013. február 19.    | GB211 | 1,952                 |
| 47. | 11. | The Apology   | Bocsáss meg!    | Ben Bocquelet, Jon Foster, James Lamont                                         | 2012. november 6.                                    | 2013. február 26.    | GB215 | 2,124                 |
| 48. | 12. | The Words     | A szavak ereje  | Ben Bocquelet, Jon Foster, James Lamont                                         | 2012. november 13.                                   | 2013. március 5.     | GB214 | 1,827                 |
| 49. | 13. | The Skull     | A koponya       | Ben Bocquelet, Jon Foster, James Lamont, Mic Graves                             | 2012. november 20.                                   | 2013. március 12.    | GB212 | 1,864                 |
| 50. | 14. | The Bet       | Fogadjunk!      | Ben Bocquelet, Jon Foster, James Lamont                                         | 2012. november 27. (USA), 2013. április 15. (UK)     | 2013. április 9.     | GB220 | 1,618                 |
| 51. | 15. | Christmas     | Karácsony       | Ben Bocquelet, Jon Foster, James Lamont                                         | 2012. december 4.                                    | 2012. december 25.   | GB217 | 1,697                 |
| 52. | 16. | The Watch     | Ütött az óra    | Ben Bocquelet, Jon Foster, James Lamont                                         | 2013. január 22.                                     | 2013. április 2.     | GB219 | 1,970                 |
| 53. | 17. | The Bumpkin   | A mocsai        | Ben Bocquelet, Jon Foster, James Lamont, Mic Graves                             | 2013. január 29. (USA), 2013. április 1. (UK)        | 2013. április 16.    | GB222 | 1,840                 |
| 54. | 18. | The Flakers   | A cserbenhagyás | Ben Bocquelet, Jon Foster, James Lamont                                         | 2013. február 5. (USA), 2013. április 15. (UK)       | 2013. április 23.    | GB218 | 1,647                 |
| 55. | 19. | The Authority | A szaktekintély | Ben Bocquelet, Jon Brittain, Jon Foster, James Lamont, Mic Graves               | 2013. február 12. (USA), 2013. április 22. (UK)      | 2013. április 30.    | GB223 | 1,779                 |
| 56. | 20. | The Virus     | A vírus         | Ben Bocquelet, Jon Foster, James Lamont                                         | 2013. június 5. (USA), 2013. április 29. (UK)        | 2013. május 7.       | GB216 | 2,570                 |
| 57. | 21. | The Pony      | A póni          | Ben Bocquelet, Jon Brittain, Jon Foster, James Lamont, Mic Graves               | 2013. június 12. (USA), 2013. május 27. (UK)         | 2013. május 14.      | GB225 | 1,951                 |
| 58. | 22. | The Storm     | A vihar         | Ben Bocquelet, Jon Foster, James Lamont, Jon Brittain                           | 2013. június 19. (USA), 2013. május 27. (UK)         | 2013. május 21.      | GB210 | 1,566                 |
| 59. | 23. | The Dream     | Az álom         | Ben Bocquelet, Jon Brittain, Tom Crowley, Jon Foster, James Lamont, Tobi Wilson | 2013. június 26. (USA), 2013. május 13. (UK)         | 2013. május 28.      | GB226 | 1.587                 |
| 60. | 24. | The Sidekick  | A hős társa     | Ben Bocquelet, Jon Brittain, Tom Crowley, Jon Foster, James Lamont, Tobi Wilson | 2013. július 3. (USA), 2013. május 20. (UK)          | 2013. június 4.      | GB229 | 1,757                 |
| 61. | 25. | The Photo     | A fénykép       | Ben Bocquelet, Jon Brittain, Tom Crowley, Jon Foster, James Lamont, Tobi Wilson | 2013. július 17. (USA), 2013. szeptember 16. (UK)    | 2013. június 18.     | GB228 | 1,195                 |
| 62. | 26. | The Tag       | A lábperec      | Ben Bocquelet, Jon Brittain, Tom Crowley, Jon Foster, James Lamont, Tobi Wilson | 2013. július 24.                                     | 2013. szeptember 3.  | GB230 | 1,421                 |
| 63. | 27. | The Hero      | A hős           | Ben Bocquelet, Jon Brittain, Jon Foster, James Lamont                           | 2013. június 19. (USA), 2013. szeptember 9. (UK)     | 2013. június 11.     | GB221 | 1,369                 |
| 64. | 28. | The Lesson    | A tanulság      | Ben Bocquelet, Jon Brittain, Tom Crowley, Jon Foster, James Lamont, Tobi Wilson | 2013. augusztus 7. (USA), 2013. szeptember 30. (UK)  | 2013. szeptember 10. | GB227 | 1,423                 |
| 65. | 29. | The Game      | A játék         | Ben Bocquelet, Jon Brittain, Tom Crowley, Jon Foster, James Lamont, Tobi Wilson | 2013. augusztus 21. (USA), 2013. október 7. (UK)     | 2013. szeptember 17. | GB231 | 1,569                 |
| 66. | 30. | The Limit     | A határ         | Ben Bocquelet, Jon Foster, Chris Garbutt, James Lamont                          | 2013. augusztus 28. (USA), 2013. október 14. (UK)    | 2013. szeptember 24. | GB213 | 1,410                 |
| 67. | 31. | The Voice     | A hang          | Ben Bocquelet, Jon Brittain, Tom Crowley, Jon Foster, James Lamont, Tobi Wilson | 2013. szeptember 10.                                 | 2013. október 8.     | GB224 | 1,957                 |
| 68. | 32. | The Promise   | Az ígéret       | Ben Bocquelet, Jon Brittain, Tom Crowley, Jon Foster, James Lamont, Tobi Wilson | 2013. szeptember 17.                                 | 2013. október 1.     | GB232 | 1,464                 |
| 69. | 33. | The Castle    | Az én váram     | Ben Bocquelet, Jon Brittain, Tom Crowley, Jon Foster, James Lamont, Tobi Wilson | 2013. október 1. (USA), 2014. február 10. (UK)       | 2013. október 22.    | GB235 | 1,653                 |
| 70. | 34. | The Boombox   | A zajláda       | Ben Bocquelet, Jon Brittain, Tom Crowley, Jon Foster, James Lamont, Tobi Wilson | 2013. október 8. (USA), 2014. február 3. (UK)        | 2013. október 15.    | GB234 | 1,461                 |
| 71. | 35. | The Tape      | A felvétel      | Ben Bocquelet, Jon Foster, James Lamont                                         | 2013. október 15. (USA), 2014. február 18. (UK)      | 2013. október 29.    | GB238 | 1,441                 |
| 72. | 36. | The Sweaters  | A pulóverek     | Ben Bocquelet, Jon Foster, James Lamont                                         | 2013. november 5.                                    | 2013. november 5.    | GB237 | 1,580                 |
| 73. | 37. | The Internet  | Az internet     | Yann Benedi, Ben Bocquelet, Guillaume Cassuto, Antoine Perez                    | 2013. november 12.                                   | 2013. november 12.   | GB239 | 1,504                 |
| 74. | 38. | The Plan      | A terv          | Ben Bocquelet, Jon Foster, James Lamont, Tobi Wilson                            | 2013. november 19.                                   | 2013. november 19.   | GB240 | 1,533                 |
| 75. | 39. | The World     | A világ         | Ben Bocquelet, Jon Brittain, Tom Crowley, Jon Foster, James Lamont, Tobi Wilson | 2013. november 26.                                   | 2013. november 26.   | GB236 | 1,878                 |
| 76. | 40. | The Finale    | A finálé        | Ben Bocquelet, Jon Brittain, Tom Crowley, Jon Foster, James Lamont, Tobi Wilson | 2013. december 3.                                    | 2013. december 3.    | GB233 | 1,628                 |

## 3. évad
| #    | #   | Eredeti cím         | Magyar cím        | Író | Eredeti bemutató                                  | Magyar bemutató      | Kód   | Nézettség (millió fő) |
| ---- | --- | ------------------- | ----------------- | --- | ------------------------------------------------- | -------------------- | ----- | --------------------- |
| 77.  | 1.  | The Kids            | A gyerekek        | Ben Bocquelet, Jon Foster, James Lamont, Mic Graves                                                     | 2014. június 5.                                   | 2014. szeptember 8.  | GB301 | 2,385                 |
| 78.  | 2.  | The Fan             | A rajongó         | Ben Bocquelet, Jon Foster, James Lamont, Mic Graves                                                     | 2014. június 5.                                   | 2014. szeptember 9.  | GB303 | 2,385                 |
| 79.  | 3.  | The Coach           | A tornatanár      | Ben Cottam, Paul McKenna, Jess Ransom, Tobi Wilson                                                      | 2014. június 12.                                  | 2014. szeptember 10. | GB306 | 1,682                 |
| 80.  | 4.  | The Joy             | A boldogság       | Ben Bocquelet, Ben Cottam, Mic Graves, Kieran Hodgson Tom Meltzer, Jess Ransom, Joe Parham, Tobi Wilson | 2014. június 19. (USA), 2014. szeptember 22. (UK) | 2014. szeptember 11. | GB305 | 1,862                 |
| 81.  | 5.  | The Puppy           | A kiskutya        | Tim Allsop, Ben Bocquelet, Ben Cottam, Stewart Williams, Guillaume Cassuto                              | 2014. június 26.                                  | 2014. szeptember 15. | GB304 | 2,145                 |
| 82.  | 6.  | The Recipe          | A recept          | Ben Bocquelet, Guillaume Cassuto, Mic Graves, Tobi Wilson                                               | 2014. július 3. (USA), 2014. szeptember 29. (UK)  | 2014. szeptember 12. | GB311 | 2,171                 |
| 83.  | 7.  | The Name            | A név             | Tim Allsop, Ben Bocquelet, Mic Graves, Tom Meltzer, Joe Parham, Stewart Williams                        | 2014. július 10.                                  | 2014. szeptember 16. | GB307 | 2,320                 |
| 84.  | 8.  | The Extras          | Mellékszereplők   | Ben Bocquelet, Guillaume Cassuto, Mic Graves                                                            | 2014. július 17.                                  | 2014. szeptember 17. | GB312 | 1,925                 |
| 85.  | 9.  | The Gripes          | A nyafogás        | Tim Allsop, Ben Bocquelet, Guillaume Cassuto, Kieran Hodgson, Stewart Williams, Tobi Wilson             | 2014. július 24.                                  | 2014. szeptember 18. | GB308 | 2,206                 |
| 86.  | 10. | The Vacation        | A szabadnap       | Guillaume Cassuto, Mic Graves, Tobi Wilson                                                              | 2014. július 31.                                  | 2014. szeptember 19. | GB310 | 1,901                 |
| 87.  | 11. | The Fraud           | A csaló           | Ben Bocquelet, Guillaume Cassuto, Mic Graves, Tobi Wilson                                               | 2014. augusztus 7.                                | 2014. szeptember 22. | GB316 | 1,908                 |
| 88.  | 12. | The Void            | Az űr             | Ben Bocquelet, Guillaume Cassuto, Mic Graves, Paul Rice, Tobi Wilson                                    | 2014. augusztus 14.                               | 2014. szeptember 23. | GB309 | 1,903                 |
| 89.  | 13. | The Boss            | A főnök           | Ben Bocquelet, Guillaume Cassuto, Mic Graves, Joe Parham, Tobi Wilson                                   | 2014. augusztus 21.                               | 2014. szeptember 24. | GB313 | 1,824                 |
| 90.  | 14. | The Move            | A technika        | Ben Bocquelet, Guillaume Cassuto, Mic Graves, Joe Parham, Tobi Wilson                                   | 2014. augusztus 28.                               | 2014. szeptember 25. | GB317 | 1,879                 |
| 91.  | 15. | The Law             | A törvény         | Guillaume Cassuto, Mic Graves, Joe Parham, Tobi Wilson                                                  | 2014. szeptember 4. (USA), 2015. március 2. (UK)  | 2014. szeptember 26. | GB314 | 2,151                 |
| 92.  | 16. | The Allergy         | Az allergia       | Ben Bocquelet, Guillaume Cassuto, Mic Graves, Joe Parham                                                | 2014. szeptember 11.                              | 2014. szeptember 29. | GB318 | 1,913                 |
| 93.  | 17. | The Mothers         | Az anyák          | Ben Bocquelet, Guillaume Cassuto, Jon Foster, Mic Graves, James Lamont, Joe Parham, Tobi Wilson         | 2014. szeptember 18.                              | 2015. április 20.    | GB315 | TBA                   |
| 94.  | 18. | The Password        | A jelszó          | Ben Bocquelet, Guillaume Cassuto, Mic Graves, Joe Parham                                                | 2014. szeptember 25.                              | 2015. április 20.    | GB320 | 2,003                 |
| 95.  | 19. | The Procrastinators | Patópálok         | Ben Bocquelet, Guillaume Cassuto, Mic Graves, Joe Parham, Tobi Wilson                                   | 2014. október 2.                                  | 2015. április 21.    | GB319 | 2,264                 |
| 96.  | 20. | The Shell           | A burok           | Ben Bocquelet, Guillaume Cassuto, Tom Crowley, Tobi Wilson                                              | 2014. október 9.                                  | 2015. április 21.    | GB302 | 2,306                 |
| 97.  | 21. | The Burden          | A teher           | Ben Bocquelet, Guillaume Cassuto, Mic Graves, Joe Parham, Jess Ransom, Tobi Wilson                      | 2014. október 16.                                 | 2015. április 22.    | GB321 | 2,361                 |
| 98.  | 22. | The Bros            | A tesók           | Ben Bocquelet, Guillaume Cassuto, Joe Parham, Jess Ransom, Tobi Wilson                                  | 2014. október 23. (USA), 2015. április 25. (UK)   | 2015. április 23.    | GB322 | 1,699                 |
| 99.  | 23. | The Mirror          | A tükör           | Ben Bocquelet, Guillaume Cassuto, Joe Parham                                                            | 2014. október 30.                                 | 2015. április 22.    | GB323 | 1,608                 |
| 100. | 24. | The Man             | A férfi           | Ben Bocquelet, Guillaume Cassuto, Joe Parham, Tobi Wilson                                               | 2014. október 30.                                 | 2015. április 23.    | GB326 | 1,397                 |
| 101. | 25. | The Pizza           | A pizza           | Ben Bocquelet, Guillaume Cassuto, Joe Parham, Tobi Wilson                                               | 2014. november 13. (USA), 2015. április 14. (UK)  | 2015. április 24.    | GB325 | 1,55                  |
| 102. | 26. | The Lie             | A hazugság        | Ben Bocquelet, Guillaume Cassuto, Joe Parham, Jess Ransom, Tobi Wilson                                  | 2014. november 20.                                | 2015. április 24.    | GB328 | 1,66                  |
| 103. | 27. | The Butterfly       | A pillangó        | Ben Bocquelet, Guillaume Cassuto, Joe Parham, Jess Ransom, Tobi Wilson                                  | 2015. január 8.                                   | 2015. április 27.    | GB330 | 2,14                  |
| 104. | 28. | The Question        | A kérdés          | Ben Bocquelet, Guillaume Cassuto, Tony Hull, Joe Parham, Tobi Wilson                                    | 2015. január 8.                                   | 2015. április 27.    | GB329 | 2,14                  |
| 105. | 29. | The Saint           | A szent           | Ben Bocquelet, Joe Parham, Jess Ransom, Tobi Wilson                                                     | 2015. január 15. (USA), 2015. május 26. (UK)      | 2015. április 29.    | GB332 | 1,69                  |
| 106. | 30. | The Friend          | A barát           | Ben Bocquelet, Guillaume Cassuto, Joe Parham, Jess Ransom, Tobi Wilson                                  | 2015. január 22.                                  | 2015. április 29.    | GB324 | 2,07                  |
| 107. | 31. | The Oracle          | A jóslat          | Ben Bocquelet, Guillaume Cassuto, Mic Graves, Tony Hull, Richard Overall, Joe Parham, Tobi Wilson       | 2015. január 29.                                  | 2015. április 28.    | GB327 | 1,80                  |
| 108. | 32. | The Safety          | A biztonság       | Ben Bocquelet, Louise Coats, Joe Parham, Tobi Wilson                                                    | 2015. február 5.                                  | 2015. április 28.    | GB333 | 1,89                  |
| 109. | 33. | The Society         | A társaság        | Ben Bocquelet, Jess Ransom, Tobi Wilson                                                                 | 2015. február 12.                                 | 2015. április 30.    | GB334 | 1,64                  |
| 110. | 34. | The Spoiler         | A spoiler         | Ben Bocquelet, Jess Ransom, Tobi Wilson                                                                 | 2015. február 19.                                 | 2015. április 30.    | GB335 | 2,21                  |
| 111. | 35. | The Countdown       | A visszaszámlálás | Ben Bocquelet, Guillaume Cassuto, Joe Parham, Jess Ransom, Tobi Wilson                                  | 2015. február 26.                                 | 2015. május 1.       | GB331 | 1,90                  |
| 112. | 36. | The Nobody          | A senki           | Ben Bocquelet, Louise Coats, Tim Mills, Jess Ransom, Paul Rice, Tobi Wilson                             | 2015. március 5.                                  | 2015. május 1.       | GB339 | 1,84                  |
| 113. | 37. | The Downer          | A rosszkedv       | Ben Bocquelet, Jess Ransom, és Tobi Wilson                                                              | 2015. július 6. (USA), 2015. szeptember 3. (UK)   | 2015. május 4.       | GB338 | 1,66                  |
| 114. | 38. | The Egg             | Az okostojás      | Ben Bocquelet, Guillame Cassuto, Mic Graves, Joe Parham, Jess Ransom, és Tobi Wilson                    | 2015. augusztus 6.                                | 2015. május 4.       | GB340 | 1,65                  |
| 115. | 39. | The Triangle        | A triangulum      | Ben Bocquelet, Mic Graves, Tim Mills, Richard Overall, Richard Preddy, és Joe Parham                    | 2015. július 8.                                   | 2015. május 5.       | GB337 | 1,77                  |
| 116. | 40. | The Money           | A pénz            | Ben Bocquelet, Guillame Cassuto, Mic Graves, Joe Parham, Jess Ransom, Tobi Wilson, és Tim Mills         | 2015. július 9.                                   | 2015. május 5.       | GB336 | 1,75                  |

## 4. évad
| #    | #   | Eredeti cím           | Magyar cím               | Író | Eredeti bemutató                                     | Magyar bemutató                                              | Kód   | Nézettség (millió fő) |
| ---- | --- | --------------------- | ------------------------ | --- | ---------------------------------------------------- | ------------------------------------------------------------ | ----- | --------------------- |
| 117. | 1.  | The Return            | A visszatérés            | Ben Bocquelet, Louise Coats, Mic Graves, Andrew Jones, Ciaran Murtagh, Joe Parham és Tobi Wilson                                            | 2015. július 7.                                      | 2015. október 19.                                            | GB401 | 2,05                  |
| 118. | 2.  | The Nemesis           | A nemezis                | Ben Bocquelet, Louise Coats, Mic Graves, Timothy Mills, Joe Parham és Jess Ransom                                                           | 2015. július 10.                                     | 2015. október 20.                                            | GB402 | 1,63                  |
| 119. | 3.  | The Crew              | A banda                  | Ben Bocquelet, Louise Coats, Mic Graves, Tim Mills, Joe Parham, Richard Preddy, Jess Ransom és Tobi Wilson                                  | 2015. augusztus 13. (USA), 2015. október 13. (UK)    | 2015. október 21.                                            | GB407 | 1,55                  |
| 120. | 4.  | The Others            | A többiek                | Nathan Auerbach, Daniel Berg, Ben Bocquelet, Louise Coats, Timothy Mills és Joe Parham                                                      | 2015. augusztus 20.                                  | 2015. október 22.                                            | GB404 | 1,35                  |
| 121. | 5.  | The Signature         | Az aláírás               | Nathan Auerbach, Daniel Berg, Ben Bocquelet, Louise Coats és Tobi Wilson                                                                    | 2015. augusztus 27.                                  | 2015. október 23.                                            | GB403 | 1,44                  |
| 122. | 6.  | The Check             | A csekk                  | Nathan Auerbach, Daniel Berg, Ben Bocquelet, Louise Coats, Jess Ransom és Tobi Wilson                                                       | 2015. augusztus 31.                                  | 2015. október 28.                                            | GB406 | 1,64                  |
| 123. | 7.  | The Pest              | A gonoszkodó             | Ben Bocquelet, Tobi Wilson, Jess Reasom, Lousie Coats, Daniel Berg, Nathan Auerbach és Joe Parham                                           | 2015. szeptember 1. (USA), 2015. október 30. (UK)    | 2015. október 29.                                            | GB409 | 1,35                  |
| 124. | 8.  | The Sale              | Az eladás                | Nathan Auerbach, Daniel Berg, Ben Bocquelet, Louise Coats, Joe Parham és Tobi Wilson                                                        | 2015. szeptember 2.                                  | 2016. február 27.                                            | GB410 | 1,43                  |
| 125. | 9.  | The Gift              | Az ajándék               | Ben Bocquelet, Mark Evans, Louise Coats, Joe Parham, Daniel Berg, Nathan Auerbach és Tobi Wilson                                            | 2015. szeptember 3.                                  | 2015. október 26.                                            | GB408 | 1,50                  |
| 126. | 10. | The Parking           | A parkolás               | Nathan Auerbach, Daniel Berg, Ben Bocquelet, Louise Coats, Mic Graves, Joe Parham és Tobi Wilson                                            | 2015. szeptember 4.                                  | 2016. február 27.                                            | GB413 | 1,44                  |
| 127. | 11. | The Routine           | A napirend               | Ben Bocquelet, Louise Coats, Nathan Auerbach, Daniel Berg, Andrew Jones, Ciaran Murtagh, Tom Neenan, Andy Wolton, Joe Parham és Tobi Wilson | 2015. október 5.                                     | 2016. február 27.                                            | GB412 | 1,32                  |
| 128. | 12. | The Upgrade           | Az új rendszer           | Ben Bocquelet, Mic Graves, Louise Coats, Nathan Auerbach, Daniel Berg, Joe Parham és Tobi Wilson                                            | 2015. október 6.                                     | 2016. február 27.                                            | GB415 | 1,26                  |
| 129. | 13. | The Comic             | A képregény              | Ben Bocquelet, Louise Coats, Andrew Jones, Ciaran Murtagh, Ollie Neck, Tobi Wilson és Matt Zeqiri                                           | 2015. október 7. (USA), 2016. január 22. (UK)        | 2016. május 2.                                               | GB419 | 1,13                  |
| 130. | 14. | The Romantic          | A romantika              | Nathan Auerbach, Daniel Berg, Ben Bocquelet, Louise Coats, Joe Parham és Tobi Wilson                                                        | 2015. október 8.                                     | 2016. május 3.                                               | GB414 | 1,39                  |
| 131. | 15. | The Uploads           | A feltelepítések         | Ben Bocquelet, Louise Coats, Nathan Auerbach, Daniel Berg, Andrew Jones, Ciaran Murtagh, Joe Parham és Tobi Wilson                          | 2015. október 9.                                     | 2016. május 4.                                               | GB420 | 1,24                  |
| 132. | 16. | The Apprentice        | A segéd                  | Ben Bocquelet, Louise Coats, Phil Whelans, Daniel Berg, Nathan Auerbach, Mic Graves és Tobi Wilson                                          | 2016. január 7.                                      | 2015. október 27.                                            | GB411 | 1,16                  |
| 133. | 17. | The Hug               | Az ölelés                | Ben Bocquelet, Louise Coats, Andrew Jones, Ciaran Murtagh és Tobi Wilson                                                                    | 2016. január 14.                                     | 2015. október 30.                                            | GB405 | 1,08                  |
| 134. | 18. | The Wicked            | A gonosz                 | Ben Bocquelet, Mic Graves, Louise Coats, Timothy Milis, Nathan Auerbach, Joe Parham és Tobi Wilson                                          | 2016. január 21.                                     | 2016. május 9.                                               | GB417 | 1,54                  |
| 135. | 19. | The Traitor           | Az áruló                 | Ben Bocquelet, Guillaume Cassuto, Daniel Berg, Nathan Auerbach, Joe Parham és Tobi Wilson                                                   | 2016. január 28. (USA), 2016. április 11. (UK)       | 2016. május 10.                                              | GB422 | 1,32                  |
| 136. | 20. | The Origins           | A kezdetek: Első rész    | Ben Bocquelet, Mic Graves, Louise Coats, Daniel Berg, Nathan Auerbach, Joe Parham és Tobi Wilson                                            | 2016. február 15.                                    | 2016. február 27.                                            | GB416 | 2,17                  |
| 137. | 21. | The Origins: Part Two | A kezdetek: Második rész | Ben Bocquelet, Mic Graves, Louise Coats, Andrew Jones, Ciaran Murtagh, Daniel Berg, Nathan Auerbach, Joe Parham és Tobi Wilson              | 2016. február 15.                                    | 2016. február 27.                                            | GB417 | 2,17                  |
| 138. | 22. | The Girlfriend        | A barátnő                | Ben Bocquelet, Mic Graves, Louise Coats, Joe Parham, Tobi Wilson, Nathan Auerbach és Daniel Berg                                            | 2016. március 30. (USA), 2016. május 1. (UK)         | 2016. május 11.                                              | GB426 | 1,18                  |
| 139. | 23. | The Advice            | A tanács                 | Ben Bocquelet, Mic Graves, Louise Coats, Joe Parham, Tobi Wilson, Nathan Auerbach és Daniel Berg                                            | 2016. április 21.                                    | 2016. augusztus 29.                                          | GB421 | 1,12                  |
| 140. | 24. | The Signal            | A vétel                  | Ben Bocquelet, Mic Graves, Louise Coats, Daniel Berg, Nathan Auerbach, Joe Parham és Tobi Wilson                                            | 2016. április 28.                                    | 2016. szeptember 15.                                         | GB423 | 1,28                  |
| 141. | 25. | The Parasite          | A parazita               | Ben Bocquelet, Nathan Auerbach, Daniel Berg, Guillaume Cassuto és Tobi Wilson                                                               | 2016. május 5.                                       | 2016. augusztus 31.                                          | GB425 | 1,04                  |
| 142. | 26  | The Love              | A szerelem               | Ben Bocquelet, Tobi Wilson, Andrew Jones, Ciaran Murtagh és Joe Parham                                                                      | 2016. május 12.                                      | 2016. szeptember 8.                                          | GB427 | 1,14                  |
| 143. | 27. | The Awkwardness       | Kínos helyzet            | Ben Bocquelet, Guillaume Cassuto, Nathan Auerbach, Daniel Berg, Joe Parham és Tobi Wilson                                                   | 2016. május 19.                                      | 2016. szeptember 16.                                         | GB430 | 1,10                  |
| 144. | 28. | The Nest              | A fészek                 | Ben Bocquelet, Guillaume Cassuto, Nathan Auerbach, Daniel Berg és Tobi Wilson                                                               | 2016. május 26.                                      | 2016. szeptember 6.                                          | GB424 | 1,05                  |
| 145. | 29. | The Points            | A pontok                 | Ben Bocquelet, Joe Parham, Tobi Wilson, Nathan Auerbach rs Daniel Berg                                                                      | 2016. június 2.                                      | 2016. szeptember 7.                                          | GB431 | 1,41                  |
| 146. | 30. | The Bus               | A busz                   | Ben Bocquelet, Mic Graves, Joe Parham, Nathan Auerbach, Daniel Berg és Tobi Wilson                                                          | 2016. június 9.                                      | 2016. szeptember 19.                                         | GB429 | 1,15                  |
| 147. | 31. | The Night             | Az éjszaka               | Ben Bocquelet, Guillaume Cassuto, Nathan Auerbach, Daniel Berg, Joe Parham és Tobi Wilson                                                   | 2016. június 16. (USA), 2016. szeptember 12. (UK)    | 2016. szeptember 1.                                          | GB428 | 1,32                  |
| 148. | 32. | The Misunderstandings | A félreértések           | Ben Bocquelet, Tobi Wilson, Andrew Jones, Ciaran Murtagh és Joe Parham                                                                      | 2016. június 23.                                     | 2016. szeptember 14.                                         | GB433 | 1,45                  |
| 149. | 33. | The Roots             | A gyökerek               | Ben Bocquelet, Tobi Wilson, Nathan Auerbach, Daniel Berg és Joe Parham                                                                      | 2016. augusztus 15.                                  | 2016. szeptember 20.                                         | GB435 | 1,08                  |
| 150. | 34. | The Blame             | A vád                    | Ben Bocquelet, Louise Coats, Guillaume Cassuto, Nathan Auerbach, Daniel Berg, Joe Parham és Tobi Wilson                                     | 2016. augusztus 16.                                  | 2016. augusztus 30.                                          | GB434 | 1,43                  |
| 151. | 35. | The Slap              | A pacsi                  | Ben Bocquelet, Joe Parham, Joe Markham, John Sheerman és Tobi Wilson                                                                        | 2016. augusztus 17.                                  | 2018. május 18. (HBO GO) 2019. március 23. (Cartoon Network) | GB432 | 1,46                  |
| 152. | 36. | The Detective         | A nyomozó                | Ben Bocquelet, Tobi Wilson, Nathan Auerbach, Daniel Berg és Joe Parham                                                                      | 2016. augusztus 18.                                  | 2016. szeptember 9.                                          | GB437 | 1,11                  |
| 153. | 37. | The Fury              | A harag                  | Ben Bocquelet, Mic Graves, Louise Coats, Nathan Auerbach, Daniel Berg, Guillaume Cassuto, Joe Parham és Tobi Wilson                         | 2016. augusztus 19. (USA), 2016. szeptember 16. (UK) | 2016. szeptember 12.                                         | GB439 | 1,28                  |
| 154. | 38. | The Compilation       | Válogatott videók        | Ben Bocquelet, Rikke Asbjorn, James Hamilton, James Huntrods, Joe Markham, John Sheerman és Tobi Wilson                                     | 2016. augusztus 25.                                  | 2016. szeptember 5.                                          | GB440 | 1,17                  |
| 155. | 39. | The Scam              | Az átverés               | Ben Bocquelet, Joe Parham, Nathan Auerbach, Daniel Berg, Guillaume Cassuto és Tobi Wilson                                                   | 2016. október 27.                                    | 2016. szeptember 2.                                          | GB436 | 1,14                  |
| 156. | 40. | The Disaster          | A Katasztrófa            | Ben Bocquelet, Joe Parham, Andrew Jones, Ciaran Murtagh és Tobi Wilson                                                                      | 2016. szeptember 5.                                  | 2016. szeptember 13.                                         | GB438 | 1,19                  |

## 5. évad
| #    | #   | Eredeti cím    | Magyar cím       | Író | Eredeti bemutató                                   | Magyar bemutató      | Kód   | Nézettség (millió fő) |
| ---- | --- | -------------- | ---------------- | --- | -------------------------------------------------- | -------------------- | ----- | --------------------- |
| 157. | 1.  | The Rerun      | Az újrajátszás   | Ben Bocquelet, Joe Parham, Nathan Auerbach, Daniel Berg és Tobi Wilson                                                                         | 2016. szeptember 5.                                | 2017. április 17.    | GB501 | 1,19                  |
| 158. | 2.  | The Stories    | A történetek     | Ben Bocquelet, Joe Parham, Tobi Wilson, Andrew Jones és Ciaran Murtagh                                                                         | 2016. szeptember 1. (USA), 2016. november 4. (UK)  | 2017. április 18.    | GB502 | 1,02                  |
| 159. | 3.  | The Guy        | A fiú            | Ben Bocquelet, Joe Parham, Tobi Wilson, Joe Markham és John Sheerman                                                                           | 2016. szeptember 8.                                | 2017. május 8.       | GB504 | 1,21                  |
| 160. | 4.  | The Boredom    | Az unalom        | Ben Bocquelet, Louise Coats, Joe Parham, Tobi Wilson, Nathan Auerbach, Daniel Berg, James Hamilton, James Huntrods, Joe Markham és Jess Ransom | 2016. szeptember 15.                               | 2017. május 9.       | GB505 | 0,94                  |
| 161. | 5.  | The Vision     | Az elképzelés    | Ben Bocquelet, Tobi Wilson, Joe Markham, John Sheerman, Joe Parham és Jess Ransom                                                              | 2016. október 6.                                   | 2017. április 21.    | GB511 | 1,09                  |
| 162. | 6.  | The Choices    | A lehetőségek    | Ben Bocquelet, Jon Foster, James Lamont, Tobi Wilson, Nathan Auerbach, Daniel Berg és Joe Parham                                               | 2016. október 13.                                  | 2017. április 24.    | GB503 | 1,15                  |
| 163. | 7.  | The Code       | A kód            | Ben Bocquelet, Joe Parham, Tobi Wilson, Andrew Jones, Ciaran Murtagh, Joe Markham, Jess Ransom és John Sheerman                                | 2016. október 20.                                  | 2017. április 25.    | TBA   | 1,14                  |
| 164. | 8.  | The Test       | A teszt          | Ben Bocquelet, Joe Parham, Tobi Wilson, Nathan Auerbach, Daniel Berg, Joe Markham, Jess Ransom és John Sheerman                                | 2016. november 3.                                  | 2017. május 2.       | TBA   | 1,20                  |
| 165. | 9.  | The Slide      | A társkeresés    | Ben Bocquelet, Tobi Wilson, James Hamilton, James Huntrods és Joe Parham                                                                       | 2016. november 10.                                 | 2017. május 3.       | TBA   | 1,07                  |
| 166. | 10. | The Loophole   | A kibúvó         | Ben Bocquelet, Joe Parham, Tobi Wilson, James Hamilton, James Huntrods és Joe Markham                                                          | 2016. november 17.                                 | 2017. április 28.    | TBA   | 1,10                  |
| 167. | 11. | The Copycats   | A koppintók      | Ben Bocquelet, Tobi Wilson, James Hamilton, James Huntrods és Joe Markham                                                                      | 2017. február 6.                                   | 2017. május 10.      | GB517 | 1,01                  |
| 168. | 12. | The Potato     | A krumpli        | Mic Graves, Joe Markham, Jess Ransom, Andrew Jones, Ciaran Murtagh és Tobi Wilson                                                              | 2017. február 7.                                   | 2017. május 4.       | GB519 | 0,96                  |
| 169. | 13. | The Fuss       | A cécó           | Ben Bocquelet, Joe Parham, Tobi Wilson, James Hamilton, James Huntrods és Joe Markham                                                          | 2017. február 8.                                   | 2017. május 1.       | GB513 | 0,91                  |
| 170. | 14. | The Outside    | Odakint          | Ben Bocquelet, Mic Graves, Tobi Wilson, James Hamilton, James Huntrods, Jess Ransom és Joe Markham                                             | 2017. február 9.                                   | 2017. április 20.    | TBA   | 1,07                  |
| 171. | 15. | The Vase       | A váza           | Ben Bocquelet, Joe Parham, Tobi Wilson, Mic Graves, James Hamilton, James Huntrods, Joe Markham és Jess Ransom                                 | 2017. február 13.                                  | 2017. április 26.    | GB515 | 1,08                  |
| 172. | 16. | The Matchmaker | A párszerző      | Ben Bocquelet, Mic Graves, Joe Parham, Tobi Wilson, Andrew Jones, Ciaran Murtagh, James Hamilton és Joe Markham                                | 2017. február 14.                                  | 2017. november 23.   | GB522 | 1,03                  |
| 173. | 17. | The Box        | A doboz          | Ben Bocquelet, Mic Graves, Joe Parham, Tobi Wilson, Brydie Lee-Kennedy, Joe Markham és James Hamilton                                          | 2017. február 15. (USA), 2017. május 19. (UK)      | 2017. november 22.   | TBA   | 1,01                  |
| 174. | 18. | The Console    | A konzol         | Ben Bocquelet, Tobi Wilson, Nathan Auerbach, Daniel Berg, Joe Markham és Joe Parham                                                            | 2017. február 16.                                  | 2017. április 19.    | GB510 | 0,97                  |
| 175. | 19. | The Ollie      | A gördeszkás     | Ben Bocquelet, Joe Parham, James Hamilton, James Huntrods, Joe Markham, Tim Mills, Simon Landrein és Tobi Wilson                               | 2017. február 20.                                  | 2017. április 27.    | TBA   | 1,30                  |
| 176. | 20. | The Catfish    | A füllentő       | Ben Bocquelet, Joe Parham, Tobi Wilson, James Hamilton, James Huntrods, Jess Ransom és Joe Markham                                             | 2017. február 21.                                  | 2017. május 11.      | GB520 | 1,14                  |
| 177. | 21. | The Cycle      | Ördögi kör       | Ben Bocquelet, Joe Parham, Tobi Wilson, Andrew Jones, Ciaran Murtagh, James Hamilton és Jess Ransom                                            | 2017. február 22.                                  | 2017. szeptember 11. | GB523 | 1,14                  |
| 178. | 22. | The Stars      | A csillagok      | Ben Bocquelet, Mic Graves, Joe Parham, Tobi Wilson, Andrew Jones, Ciaran Murtagh és Joe Markham                                                | 2017. február 23.                                  | 2017. november 21.   | GB524 | 0,92                  |
| 179. | 23. | The Grades     | Az osztályzat    | Ben Bocquelet, Joe Parham, Tobi Wilson, Andrew Jones, Ciaran Murtagh és James Hamilton                                                         | 2017. február 27. (USA), 2017. június 4. (UK)      | 2017. december 20.   | GB526 | 0,85                  |
| 180. | 24. | The Diet       | A fogyókúra      | Ben Bocquelet, Mic Graves, Tobi Wilson, James Hamilton, James Huntrods, Jess Ransom, Joe Markham és Joe Parham                                 | 2017. február 28.                                  | 2017. december 21.   | GB526 | 0,83                  |
| 181. | 25. | The Ex         | Régi kapcsolat   | Ben Bocquelet, Mic Graves, Joe Parham, Tobi Wilson, Joe Markham, Jon Purkis, Tom Neenan és James Hamilton                                      | 2017. március 1.                                   | 2017. szeptember 19. | GB527 | 0,96                  |
| 182. | 26. | The Sorcerer   | A varázsló       | Ben Bocquelet, Joe Parham, Tobi Wilson, Jack Bernhardt és Joe Markham                                                                          | 2017. március 2.                                   | 2017. május 5.       | TBA   | 1,16                  |
| 183. | 27. | The Menu       | A menü           | Ben Bocquelet, James Hamilton, Tobi Wilson és James Huntrods                                                                                   | 2017. március 6.                                   | 2017. november 24.   | GB529 | 0,98                  |
| 184. | 28. | The Uncle      | A nagybácsi      | Ben Bocquelet, Mic Graves, Joe Markham, Tobi Wilson, Jack Bernhardt, James Huntrods és James Hamilton                                          | 2017. március 7.                                   | 2017. november 28.   | GB531 | 0,80                  |
| 185. | 29. | The Weirdo     | Elvarázsolt lény | Ben Bocquelet, Mic Graves, James Hamilton, Joe Parham, Tobi Wilson, Andrew Jones, Ciaran Murtagh, Joe Markham és Jess Ransom                   | 2017. március 8.                                   | 2017. december 22.   | TBA   | 0,87                  |
| 186. | 30. | The Heist      | A bankrablás     | Ben Bocquelet, Mic Graves, Tobi Wilson, Tom Neenan, Jon Purkis, James Hamilton és Joe Markham                                                  | 2017. március 9.                                   | 2017. december 1.    | GB532 | 0,97                  |
| 187. | 31. | The Singing    | Az ének          | Ben Bocquelet, Mic Graves, Tobi Wilson, Tom Neenan, Jon Purkis, James Hamilton és Joe Markham                                                  | 2017. szeptember 1.                                | 2017. december 6.    | GB540 | 0,92                  |
| 188. | 32. | The Best       | A legjobb        | Ben Bocquelet, Jess Ransom, Tobi Wilson, James Hamilton, James Huntrods, Joe Markham és Joe Parham                                             | 2017. szeptember 8.                                | 2018. január 1.      | TBA   | 0,78                  |
| 189. | 33. | The Worst      | A legrosszabb    | Ben Bocquelet, Tobi Wilson, Tom Neenan, Jon Purkis, James Hamilton, Joe Markham és Jess Ransom                                                 | 2017. szeptember 15. (USA), 2017. október 28. (UK) | 2017. december 7.    | GB539 | 0,88                  |
| 190. | 34. | The Deal       | Az alku          | Ben Bocquelet, Mic Graves, James Hamilton, Jess Ransom, Bec Hill, Jonathan Leigh Wright és Joe Markham                                         | 2017. szeptember 22.                               | 2017. december 11.   | TBA   | 0,81                  |
| 191. | 35. | The Petals     | A virágszirmok   | Ben Bocquelet, Jess Ransom, Tobi Wilson, James Hamilton, James Huntrods és Joe Markham                                                         | 2017. szeptember 29.                               | 2017. december 4.    | GB533 | 0,87                  |
| 192. | 36. | The Puppets    | A bábuk          | Ben Bocquelet, Joseph Pelling, Rebeca Sloan, Louise Coats, James Hamilton, Tobi Wilson, Tom Neenan és Jon Purkis                               | 2017. október 6.                                   | 2017. október 28.    | GB537 | 0,86                  |
| 193. | 37. | The Nuisance   | A bajkeverők     | Ben Bocquelet, Jess Ransom, Tobi Wilson, Jack Bernhardt, James Hamilton és Joe Markham                                                         | 2017. október 13. (USA), 2017. október 23. (UK)    | 2018. január 19.     | GB534 | 0,91                  |
| 194. | 38. | The Line       | A sor            | Mic Graves, James Hamilton, Tobi Wilson, James Huntrods, Brydie Lee-Kennedy, Joe Markham és Jess Ransom                                        | 2017. október 20.                                  | 2017. december 5.    | GB538 | 0,88                  |
| 195. | 39. | The List       | A lista          | Ben Bocquelet, James Hamilton, Jess Ransom, Brydie Lee-Kennedy, Joe Markham, Joe Parham és Tobi Wilson                                         | 2017. november 3.                                  | 2017. december 8.    | GB535 | 0,99                  |
| 196. | 40. | The News       | A hírek          | Ben Bocquelet, Joe Parham, Tobi Wilson, Nathan Auderbach és Daniel Berg                                                                        | 2017. november 10.                                 | 2017. november 10.   | GB509 | 0,91                  |

## 6. évad
| #    | #   | Eredeti cím        | Magyar cím        | Író | Eredeti bemutató  | Magyar bemutató      | Kód   | Nézettség (millió fő) |
| ---- | --- | ------------------ | ----------------- | --- | ----------------- | -------------------- | ----- | --------------------- |
| 197. | 1.  | The Rival          | A vetélytárs      | Ben Bocquelet, Joe Parham, Tobi Wilson, James Hamilton, Jon Purkis és Joe Markham                                          | 2018. január 5.   | 2018. szeptember 13. |       | 1,23                  |
| 198. | 2.  | The Lady           | A nő              | Ben Bocquelet, Joe Markham, Tobi Wilson és James Hamilton                                                                  | 2018. január 5.   | 2018. szeptember 10. |       | 1,23                  |
| 199. | 3.  | The Sucker         | A balek           | Ben Bocquelet, Joe Markham, Joe Parham, Jack Bernhardt, James Hamilton és Tobi Wilson                                      | 2018. január 12.  | 2018. szeptember 11. |       | 0,91                  |
| 200. | 4.  | The Vegging        | A vegetálás       | Ben Bocquelet, Joe Parham, Tobi Wilson, James Hamilton, Tom Neenan, Andrew Jones, Joe Markham és Ciaran Murtagh            | 2018. január 15.  | 2018. szeptember 17. |       | 1,14                  |
| 201. | 5.  | The One            | Az egyetlen       | Ben Bocquelet, Joe Markham, Tobi Wilson, Andrew Jones, Ciaran Murtagh és James Hamilton.                                   | 2018. január 19.  | 2018. szeptember 14. |       | 0,79                  |
| 202. | 6.  | The Father         | Az apa            | Ben Bocquelet, Tobi Wilson, James Hamilton, Jack Bernhardt és Joe Markham                                                  | 2018. január 26.  | 2018. szeptember 18. |       | 0,83                  |
| 203. | 7.  | The Cringe         | Kínos helyzet     | Ben Bocquelet, Tobi Wilson, Joe Markham, Andrew Jones, Ciaran Murtagh, Joe Parham és James Hamilton                        | 2018. február 2.  | 2018. szeptember 19. |       | 0,68                  |
| 204. | 8.  | The Cage           | A ketrec          | Ben Bocquelet, Joe Markham, Tobi Wilson és James Hamilton                                                                  | 2018. február 9.  | 2018. szeptember 12. |       | 0,81                  |
| 205. | 9.  | The Neighbor       | A szomszéd        | Ben Bocquelet, Mic Graves, Joe Markham, James Hamilton, Andrew Jones, Ciaran Murtagh, Joe Parham és Tobi Wilson            | 2018. április 13. | 2018. szeptember 20. |       | 0,84                  |
| 206. | 10. | The Faith          | A hit             | Mic Graves, Joe Parham, James Hamilton, Jon Purkis, Tom Neenan, Joe Markham és Jess Ransom                                 | 2018. március 9.  | 2018. szeptember 26. |       | 0,87                  |
| 207. | 11. | The Anybody        | Az akárki         | Ben Bocquelet, Tobi Wilson, Joe Markham, Jack Bernhardt és Cariad Lloyd                                                    | 2018. február 23. | 2018. szeptember 24. |       | 0,87                  |
| 208. | 12. | The Candidate      | A jelölt          | Ben Bocquelet, Tobi Wilson, Joe Markham, Jon Purkis, Tom Neenan, James Hamilton, Jack Bernhardt, Joe Parham és Jess Ransom | 2018. március 2.  | 2018. szeptember 25. |       | 1,10                  |
| 209. | 13. | The Pact           | Az alku           | Ben Bocquelet, Tobi Wilson, Joe Markham, James Hamilton, Eddie Robson, Jack Bernhardt és Joe Parham                        | 2018. április 9.  | 2018. szeptember 21. |       | 0,85                  |
| 210. | 14. | The Shippening     | Szerelmi varázs   | Ben Bocquelet, Joe Markham, James Hamilton, Jon Purkis, Tom Neenan és Joe Parham                                           | 2018. április 20. | 2018. szeptember 27. | GB516 | 0,86                  |
| 211. | 15. | The Brain          | Az agy            | Ben Bocquelet, Mic Graves, Joe Parham, Joe Markham, Jack Bernhardt, Natasha Hodgson és Tobi Wilson                         | 2018. június 18.  | 2018. szeptember 28. |       | 0,49                  |
| 212. | 16. | The Parents        | A szülők          | Ben Bocquelet, Joe Markham, James Hamilton, Gemma Arrowsmith és Tobi Wilson                                                | 2018. június 18.  | 2018. október 3.     |       | 0,52                  |
| 213. | 17. | The Founder        | Az alapító        | Mic Graves, Joe Markham, James Hamilton, Gemma Arrowsmith és Tobi Wilson                                                   | 2018. június 18.  | 2018. október 4.     |       | 0,56                  |
| 214. | 18. | The Schooling      | A tanulság        | Ben Bocquelet, Mic Graves, Joe Parham, Joe Markham, James Hamilton és Gemma Arrowsmith                                     | 2018. június 18.  | 2018. október 5.     |       | 0,71                  |
| 215. | 19. | The Intelligence   | Az intelligencia  | Mic Graves, Tobi Wilson, James Hamilton, Gemma Arrowsmith és Joe Markham                                                   | 2018. június 18.  | 2018. október 8.     |       | 0,68                  |
| 216. | 20. | The Potion         | A varázsital      | Ben Bocquelet, Mic Graves, Tobi Wilson, Joe Markham, Jack Bernhardt és Sophie Duker                                        | 2018. július 16.  | 2018. október 9.     |       | 0,52                  |
| 217. | 21. | The Spinoffs       | A mellékszálak    | Ben Bocquelet, Mic Graves, Tobi Wilson, Joe Markham, James Hamilton és Natasha Hodgson                                     | 2018. július 16.  | 2019. április 1.     |       | 0,55                  |
| 218. | 22. | The Transformation | Az átalakulás     | Ben Bocquelet, Tobi Wilson, Andrew Jones, Ciaran Murtagh, Joe Markham, Lucien Young és Joe Parham                          | 2018. július 16.  | 2019. április 2.     |       | 0,65                  |
| 219. | 23. | The Understanding  | A megértés        | Mic Graves, Joe Markham, James Hamilton, Jack Bernhardt, Tobi Wilson, Tony Hull és Joe Parham                              | 2018. július 16.  | 2019. április 3.     |       | 0,69                  |
| 220. | 24. | The Ad             | A hirdetés        | Ben Bocquelet, Joe Markham, James Hamilton, Sophie Duker, Tobi Wilson és Lucien Young                                      | 2018. július 16.  | 2019. április 4.     |       | 0,69                  |
| 221. | 25. | The Ghouls         | A rémségek        | Ben Bocquelet, Mic Graves, Joe Markham, Tony Hull, Tobi Wilson, Jess Ransom, Paul Rice és Richard Overall                  | 2018. október 19. | 2019. szeptember 20. |       | 0,68                  |
| 222. | 26. | The Stink          | A bűz             | Mic Graves, Tobi Wilson, Joe Parham, James Hamilton, Jack Bernard és Joe Markham                                           | 2018. november 5. | 2018. október 1.     |       | 0,63                  |
| 223. | 27. | The Awareness      | A tudás           | Mic Graves, Tobi Wilson, Tom Neenan, Jack Bernhardt, Joe Parham és Joe Markham                                             | 2018. november 6. | 2018. október 2.     |       | 0,60                  |
| 224. | 28. | The Slip           | A cédula          | Mic Grave, Joe Markham, Tobi Wilson és Jess Ransom                                                                         | 2018. november 7. | 2019. április 5.     |       | 0,57                  |
| 225. | 29. | The Drama          | A dráma           | Ben Bocquelet, Tobi Wilson, James Hamilton, Gemma Arrowsmith, Joe Markham és Lucien Young                                  | 2018. november 8. | 2019. április 8.     |       | 0,58                  |
| 226. | 30. | The Buddy          | A haver           | Ben Bocquelet, Tobi Wilson, Jack Bernhardt, Natasha Hodgson, Joe Parham és Joe Markham                                     | 2018. november 9. | 2019. április 9.     |       | 0,66                  |
| 227. | 31. | The Possession     | Az értéktárgy     | Mic Graves, Tony Hull és Joe Markham                                                                                       | 2019. április 15. | 2019. szeptember 18. |       | 0,44                  |
| 228. | 32. | The Master         | A mester          | Ben Bocquelet, Tobi Wilson, Jack Bernhardt, Natasha Hodgson, Lucien Young, Joe Markham, Mic Graves és Tony Hull            | 2019. április 22. | 2019. április 10.    |       | 0,53                  |
| 229. | 33. | The Silence        | A csend           | Ben Bocquelet, Tobi Wilson, Jess Ransom és Joe Markham                                                                     | 2019. április 29. | 2019. április 11.    |       | 0,56                  |
| 230. | 34. | The Wish           | A kívánság        | Ben Bocquelet, Joe Markham, Tobi Wilson, James Hamilton és Jon Purkis                                                      | 2019. május 6.    | 2019. április 12.    |       | 0,55                  |
| 231. | 35. | The Factory        | A gyár            | Mic Graves, Joe Markham, James Hamilton, Gemma Arrowsmith és Tony Hull                                                     | 2019. május 13.   | 2019. április 15.    |       | 0,52                  |
| 232. | 36. | The Future         | A jövő            | Ben Bocquelet, Tobi Wilson, Jack Bernhardt, James Hamilton és Joe Markham                                                  | 2019. május 20.   | 2019. április 16.    |       | 0,46                  |
| 233. | 37  | The Agent          | Az ügynök         | Richard Overall, Mic Graves és Tony Hull                                                                                   | 2019. május 27.   | 2019. szeptember 24. |       | 0,51                  |
| 234. | 38. | The Web            | A háló            | Ben Bocquelet, Joe Markham, Tobi Wilson, Jess Ransom, Joe Parham, Mic Graves és Richard Overall                            | 2019. június 3.   | 2019. szeptember 26. |       | 0,44                  |
| 235. | 39. | The Mess           | A zűrzavar        | Ben Bocquelet, Tobi Wilson, Joe Markham, Lucien Young és Jess Ransom                                                       | 2019. június 10.  | 2019. szeptember 17. |       | 0,50                  |
| 236. | 40. | The Heart          | A szív            | Ben Bocquelet, Tobi Wilson, Jess Ransom és Joe Markham                                                                     | 2019. június 10.  | 2019. szeptember 19. |       | 0,54                  |
| 237. | 41. | The Revolt         | A lázadás         | Ben Bocquelet, Joe Markham, James Hamilton, Natasha Hodgson, Joe Parham, Tobi Wilson, Tony Hull és Mic Graves              | 2019. június 17.  | 2019. szeptember 16. |       | 0,47                  |
| 238. | 42. | The Decisions      | A döntések        | Joe Markham, Lucien Young, Tobi Wilson, Tony Hull, Mic Graves és Richard Overall                                           | 2019. június 17.  | 2019. szeptember 25. |       | 0,51                  |
| 239. | 43. | The BFFs           | A legjobb barátok | Ben Bocquelet, Tobi Wilson, Joe Parham és Jess Ransom                                                                      | 2019. június 24.  | 2019. szeptember 21. | GB639 | 0,46                  |
| 240. | 44. | The Inquisition    | Az inkvizíció     | Ben Bocquelet, Tobi Wilson, Jess Ransom, Joe Markham, Joe Parham, Mic Graves és Richard Overall                            | 2019. június 24.  | 2019. szeptember 27. |       | 0,51                  |

## Darwin évkönyve
| #  | Eredeti cím | Magyar cím | Eredeti bemutató   | Magyar bemutató   | Kód | Nézettség (millió fő) |
| -- | ----------- | ---------- | ------------------ | ----------------- | --- | --------------------- |
| 1. | Banana Joe  | Banán Joe  | 2019. december 14. | 2020. január 18.  | 701 | 0.54                  |
| 2. | Clayton     | Clayton    | 2019. december 14. | 2020. január 25.  | 702 | 0.56                  |
| 3. | Carrie      | Carrie     | 2019. december 21. | 2020. február 1.  | 703 | 0.62                  |
| 4. | Alan        | Alan       | 2019. december 21. | 2020. február 8.  | 704 | 0.65                  |
| 5. | Sarah       | Sári       | 2019. december 28. | 2020. február 15. | 705 | 0.51                  |
| 6. | Teachers    | A tanárok  | 2019. december 28. | 2020. február 22. | 706 | 0.52                  |

## Gumball krónikái
| #  | Eredeti cím               | Magyar cím                       | Írta | Eredeti bemutató   | Magyar bemutató  | Kód | Nézettség (millió fő) |
| -- | ------------------------- | -------------------------------- | --- | ------------------ | ---------------- | --- | --------------------- |
| 1. | The Curse of Elmore       | Az Elmore-i átok                 | Nathan Auerbach, Daniel Berg, Ben Bocquelet, Guillaume Cassuto, Louise Coats, Ben Cottam, Jon Foster, Mic Graves, James Hamilton, James Huntrods, Bec Hill, Tony Hull, Kieran Hodgson, James Lamont, Joe Markham, Tom Meltzer, Richard Overall, Joe Parham, Paul Rice, Jess Ransom, Sam Ward, Tobi Wilson és Jonny Leigh Wright | 2020. október 5.   | 2021. március 3. | 801 | 0.32                  |
| 2. | Vote Gumball… and Penny?  | Szavazz Gumballra és Pennyre!    | Nathan Auerbach, Daniel Berg, Jack Bernardt, Ben Bocquelet, Jon Brittain, Guillaume Cassuto, Louise Coats, Tom Crowley, Mark Evans, Jon Foster, Chris Garbutt, Mic Graves, James Huntrods, Andrew Jones, James Hamilton, Brydie Lee-Kennedy, Joe Markham, Tim Mills, Ciaran Murtagh, Tom Neenan, Joe Parham, Paul Rice, Jon Purkis, Jess Ransom, John Sheerman, Sam Ward és Tobi Wilson                                                                                                 | 2020. november 2.  | 2021. március 4. | 802 | 0.39                  |
| 3. | Vote Gumball… and Leslie? | Szavazz Gumballra és Leslie-re!  | Gemma Arrowsmith, Nathan Auerbach, Daniel Berg, Jack Bernhardt, Ben Bocquelet, Louise Coats, Mark Evans, Jon Foster, Mic Graves, James Hamilton, James Huntrods, Tony Hull, Andrew Jones, James Lamont, Brydie Lee-Kennedy, Joe Markham, Ciaran Murtagh, Tom Neenan, Richard Overall, Joe Parham, Jon Purkis, Jess Ransom, Tobi Wilson és Lucien Young | 2020. november 2.  | 2021. március 5. | 803 | 0.33                  |
| 4. | Vote Gumball… and Bobert? | Szavazz Gumballra és Bobert-re!  | Tim Allsop, Nathan Auerbach, Daniel Berg, Jack Bernhardt, Ben Bocquelet, Jon Brittain, Louise Coats, Ben Cottam, Tom Crowley, Jon Foster, Mic Graves, James Hamilton, James Huntrods, Tony Hull, Moray Hunter, Natasha Hodgson, Kieran Hodgson, Andrew Jones, James Lamont, Simon Landrein, Joe Markham, Paul McKenna, Tom Meltzer, Tim Mills, Ciaran Murtagh, Tom Neenan, Richard Overall, Joe Parham, Jon Purkis, Jess Ransom, Howard Read, Sam Ward, Stewart Williams és Tobi Wilson | 2020. november 2.  | 2021. március 6. | 804 | 0.36                  |
| 5. | Vote Gumball… and Anyone? | Szavazz Gumballra és vajon kire? | Nathan Auerbach, Daniel Berg, Jack Bernhardt, Ben Bocquelet, Guillaume Cassuto, Louise Coats, Jon Foster, Mic Graves, James Hamilton, Tony Hull, Andrew Jones, James Lamont, Joe Markham, Ciaran Murtagh, Tom Neenan, Richard Overall, Joe Parham, Jess Ransom, John Sheerman, Sam Ward, Tobi Wilson és Lucien Young | 2020. november 2.  | 2021. március 7. | 805 | 0.37                  |
| 6. | Ancestor Act              | Menő felmenők                    | Tim Allsop, Gemma Arrowsmith, Nathan Auerbach, Daniel Berg, Jack Bernhardt, Ben Bocquelet, Guillaume Cassuto, Louise Coats, Jon Foster, Chris Garbutt, Mic Graves, James Hamilton, James Huntrods, Bec Hill, Tony Hull, Natasha Hodgson, James Lamont, Joe Markham, Tom Meltzer, Tim Mills, Tom Neenan, Tommy Panays, Joe Parham, Jon Purkis, Jess Ransom, John Sheerman, Sam Ward, Stewart Williams, Tobi Wilson, Jonny Leigh Wright és Lucien Young                                   | 2020. november 21. | 2021. március 8. | 806 | 0.30                  |
| 7. | Mother's Day              | Anyák napja                      | Gemma Arrowsmith, Nathan Auerbach, Daniel Berg, Jack Bernhardt, Ben Bocquelet, Andrew Brenner, Jon Brittain, Guillaume Cassuto, Louise Coats, Tom Crowley, Mark Evans, Jon Foster, Chris Garbutt, Mic Graves, James Hamilton, James Huntrods, Tony Hull, Natasha Hodgson, Andrew Jones, James Lamont, Joe Markham, Tim Mills, Ciaran Murtagh, Oliver Kindeberg, Tom Neenan, Richard Overall, Joe Parham, Jon Purkis, Jess Ransom, Tobi Wilson, Lucien Young és Matt Zeqiri              | 2021. május 8.     | 2021. március 1. | 807 | 0.19                  |
| 8. | Elmore's Most Wanted      | Elmore leghírhedtebb polgára     | Tim Allsop, Nathan Auerbach, Daniel Berg, Yann Benedi, Jack Bernhardt, Ben Bocquelet, Jon Brittain, Guillaume Cassuto, Louise Coats, Ben Cottam, Tom Crowley, Jon Foster, Mic Graves, James Hamilton, Bec Hill, Tony Hull, Andrew Jones, James Lamont, Joe Markham, Tom Meltzer, Ciaran Murtagh, Tom Neenan, Richard Overall, Joe Parham, Antoine Perez, Paul Rice, Jon Purkis, Jess Ransom, Stewart Williams, Tobi Wilson és Jonny Leigh Wright                                        | 2021. június 20.   | 2021. március 2. | 808 | 0.28                  |